# Varennes (Vienne)
Varennes is een plaats en voormalige gemeente in het Franse departement Vienne (regio Nouvelle-Aquitaine) en telt 326 inwoners (1999). De plaats maakt deel uit van het arrondissement Poitiers. Varennes is op 1 januari 2019 opgeheven en toegevoegd aan de gemeente Saint-Martin-la-Pallu. 

## Geografie
De oppervlakte van Varennes bedraagt 13,1 km², de bevolkingsdichtheid is 24,9 inwoners per km².
De onderstaande kaart toont de ligging van Varennes (Vienne) met de belangrijkste infrastructuur en aangrenzende gemeenten.

## Demografie
Onderstaande figuur toont het verloop van het inwonertal (bron: INSEE-tellingen).